# Zgon (powieść)
Zgon (ros. Кончина) – powieść autorstwa Włodzimierza Tiendriakowa z 1968. Pierwsze polskie wydanie ukazało się w 1969 (PIW) w tłumaczeniu Janiny Dziarnowskiej. Okładkę zaprojektował Krzysztof Lenk.

## Treść
We wsi Pożary, w rejonie wochrowskim, umiera długoletni przewodniczący kołchozu Władza Pracy - Eulampiusz Łykow. Do łoża konającego przybywa chromy Iwan Slegow, protegowany Łykowa, księgowy kołchozu, a także Maciej Studienkin, zasłużony rewolucjonista, uczestnik wojny domowej, poprzedni i zapomniany dyrektor kołchozu oraz twórca pierwszej pożarskiej komuny rolnej.
Wydarzenie jest pretekstem do licznych retrospekcji dotyczących historii gospodarstwa w Pożarach - od zwycięstwa rewolucji, poprzez parcelację i rozkułaczanie, sformowanie komuny i stworzenie kołchozu. Poszczególne rozdziały dotyczą losów konkretnych jednostek żyjących we wsi i mających różny stosunek do przewodniczącego Łykowa, który dzięki osobistym zdolnościom do przeżycia w trudnych czasach (Hołodomor, II wojna światowa), a przede wszystkim dzięki radom  podsuwanym z tylnego fotela przez Iwana Slegowa, tworzy wzorowe gospodarstwo kołchozowe, świecące przykładem dla innych. Sława kołchozu sięga daleko poza rejon i obwód - dociera aż do Moskwy. Podczas gdy inne gospodarstwa (np. sąsiednia Pietrakowska) głodują, jedząc m.in. placki z lebiody, wieś Pożary żyje we względnym dostatku i nikomu nie brakuje tu chleba. Więcej - czynione są liczne nowoczesne inwestycje w infrastrukturę produkcyjną.
Idealny świat pożarskiego dobrobytu posiada jednak pewne rysy - autorytaryzm Łykowa, jego rywalizacja z potencjalnymi konkurentami do władzy, czy brak zrozumienia dla niektórych potrzeb prostych ludzi, stanowią obraz osoby budującej wokół siebie kult jednostki ze szkodą dla całości wspólnoty. 
Ostatecznie śmierć przewodniczącego wywołuje zamęt we wsi i walkę dotąd trzymanych w ryzach, zwaśnionych osób, m.in. jeden z wiernych łykowowców zostaje zarąbany siekierami. Powieść kończy się słowami: Grób pod niskim niebem. A w koło spocona, odwilżowa ziemia. Ziemia oczekująca wiosny....

### Pozostałe osoby
- Alka Studienkina - sekretarka i kochanka Łykowa,
- Atanazy Tułupow - kułak,
- Sergiusz Łykow - bratanek Eulampiusza, rzecznik postępu w rolnictwie,
- Paszka Żorow - ubogi chłop,
- Locha Szabłow - kierowca i ochroniarz Łykowa,
- Walery Czystych (zwany Przybłędą) - inteligent kołchozowy, specjalista od spraw trudnych.